# São Thomé das Letras
São Thomé das Letras is een gemeente in de Braziliaanse deelstaat Minas Gerais. De gemeente telt 6.943 inwoners (schatting 2009).

## Aangrenzende gemeenten
De gemeente grenst aan Baependi, Conceição do Rio Verde, Cruzília, Luminárias, São Bento Abade en Três Corações.